# Квакин, Андрей Владимирович
Андре́й Влади́мирович Ква́кин (1 мая 1953, Калинин — 1 ноября 2014, Москва) — российский историк, доктор исторических наук, профессор.

## Биография
Окончил Калининский государственный университет (КГУ), исторический факультет (1975).
Андрей Владимирович Квакин начал исследование проблем истории эмиграции в 1976 г. под руководством профессора В. В. Комина в разрезе участия представителей интеллигенции в антибольшевистских партиях и течениях, в том числе, в русском зарубежье.
1975 — ассистент кафедры всеобщей истории КГУ;
1975—1976 — рядовой Группы советских войск в Германии;
1976—1977 — ассистент кафедры всеобщей истории КГУ;
1978—1983 — старший преподаватель КГУ;
Дис. канд ист. наук: «Нововеховство как кризис белой эмиграции». (1981, Калининский государственный университет, Калинин).
1983—1987 — доцент кафедры истории России Волгоградского государственного университета;
1988—1992 — профессор кафедры истории России Волгоградского государственного университета;
Дис. д-ра ист. наук: «Идейно-политическая дифференциация российской интеллигенции в условиях новой экономической политики: 1921—1927 годы» (1991, Волгоградский государственный университет, Волгоград).
1992—1993 — зав. кафедрой новой и новейшей истории Тверского государственного университета (ТГУ);
1993—1996 — зав. сектором истории культуры Российского Зарубежья Российского института культурологии РАН и Министерства культуры РФ;
1996—2012 — профессор кафедры истории Российского государства, факультета государственного управления Московского государственного университета (МГУ);
2012—2014 — научный сотрудник кафедры истории Российского государства, факультета государственного управления Московского государственного университета (МГУ).

## Научные интересы
История российского зарубежья, история русской культуры, политические партии России, общественно-политическая и повседневная жизнь русской интеллигенции.
Всего опубликовано около 200 работ, из них по тематике Русского зарубежья, более 100 публикаций.

## Награды
Награждён знаком «Победитель соцсоревнования» 1989 г. Лауреат научных конкурсов Российского государственного научного фонда, Московского научного фонда, Института «Открытое общество», Фонда Сороса, Фонда Фулбрайта и др..

## Основные работы
- Общее и особенное в положении российской диаспоры первой волны: Учеб.-метод. пособие / Твер. гос. ун-т, Каф. новой и новейшей истории; [Сост. А. В. Квакин]. — Тверь: ТГУ, 1992. — 44 с.;
- Российская интеллигенция и «первая волна» эмиграции. Учебно-методическое пособие для преподавателей истории. — Тверь.: ТГУ, 1994. — 64 с.;
- За спиной Колчака: док. и материалы / под ред. А. В. Квакина. — М. : Аграф, 2005 (Киров: ОАО Дом печати — Вятка). — 511 с.;
- Между белыми и красными: русская интеллигенция 1920—1930 годов в поисках Третьего Пути / А. В. Квакин. — Москва: Центрполиграф, 2006. — 411 с.;
- Русская интеллигенция в изгнании. — LAP LAMBERT Academic Publishing Osnabruk Deutschland, 2013. — 276 с.;
- Российское государство и Российская интеллигенция / А. В. Квакин; Восточный ин-т экономики, гуманитарных наук, упр. и права. — Уфа: Восточный ун-т, 2007. — 166 с.;
- Окрест Колчака: документы и материалы / сост. А. В. Квакин. — Москва: Аграф, 2007. — 511 с.;
- Миссия интеллигенции в Российском Зарубежье. — LAP LAMBERT Academic Publishing Osnabruk Deutschland, 2013. — 304 с.;
- Россия познаёт Русское Зарубежье // Новый журнал. = New Review. — Нью-Йорк. — 1998. — № 211. — С. 155—172;
- Российская культурно-миграционная система и Российское государство // Социум и власть. — 2003. — № 7. — С. 37-40;
- Белый рыцарь. Письма генерала П. Н. Врангеля жене, баронессе О. М. Врангель // Новый журнал. = New Review. — Нью-Йорк. — 2005. — № 238. — С. 76-120;
- Документы из Коллекции баронессы Марии Врангель в Архиве Гуверовского института войны, революции и мира (США) по истории русских в Италии // Русские в Италии: культурное наследие российской эмиграции. Материалы международной научной конференции 18 — 19 ноября 2004 г. — М.: Русский путь, 2006. — С. 129—137;
- К вопросу о правовом положении русских беженцев в Югославии 1920—1930-х годов // Правовое положение российской эмиграции в 1920—1930-е годы. Сборник научных трудов. — СПб.: «Сударыня», 2006. — С. 111—122;
- Российская эмиграция первой волны // История России. Учебное пособие для самостоятельной работы. — М.: ЛДУ, 2011. — 126 с.;
- Высылка интеллигенции в 1922—1923 годы: мифы и реальность // Гуманитарные науки. Вестник Финансового университета. — 2013. — № 1. — С. 93-106.